# Космологическая сингулярность
Космологи́ческая сингуля́рность — предполагаемое состояние Вселенной до момента Большого взрыва, характеризующееся бесконечно большой плотностью и температурой вещества. Космологическая сингулярность является одним из примеров гравитационных сингулярностей, предсказываемых общей теорией относительности (ОТО) и некоторыми другими теориями гравитации.
Неизбежность возникновения этой сингулярности при продолжении назад во времени любого решения ОТО, описывающего динамику расширения Вселенной, была строго доказана в 1967 году Стивеном Хокингом (но только в рамках классической ОТО, без учёта квантовых эффектов). Также он писал:

Результаты наших наблюдений подтверждают предположение о том, что Вселенная возникла в определённый момент времени. Однако сам момент начала творения, сингулярность, не подчиняется ни одному из известных законов физики.

Например, не могут быть одновременно бесконечными плотность и температура, так как при бесконечной плотности мера хаоса стремится к нулю, что не может совмещаться с бесконечной температурой.
Проблема существования космологической сингулярности является одной из наиболее серьёзных проблем физической космологии. Дело в том, что никакие наши сведения о том, что произошло после сингулярности, не могут дать нам никакой информации о том, что происходило до этого.
Попытки решения проблемы существования этой сингулярности идут в нескольких направлениях: во-первых, считается, что квантовая гравитация даст описание динамики гравитационного поля, свободного от сингулярностей, во-вторых, есть мнение, что учёт квантовых эффектов в негравитационных полях может нарушить условие энергодоминантности, на котором базируется доказательство Хокинга, в-третьих, предлагаются такие модифицированные теории гравитации, в которых сингулярность не возникает, так как предельно сжатое вещество начинает расталкиваться гравитационными силами (так называемое гравитационное отталкивание), а не притягиваться друг к другу ввиду своей сингулярности.